# تریملی سنت مری
تریملی سنت مری (به انگلیسی: Trimley St. Mary) یک روستا و محله مدنی در بریتانیا است که در Suffolk Coastal واقع شده‌است. تریملی سنت مری ۳٬۶۶۵ نفر جمعیت دارد.